# Chambre de commerce et d'industrie de Morlaix
La CCI métropolitaine Bretagne 0uest est une structure départementale issue du rapprochement des CCI territoriales de Brest, Morlaix et Quimper.

## Missions
Elle est  chargée de représenter les intérêts des entreprises commerciales, industrielles et de service de l'arrondissement de Morlaix et de leur apporter certains services. C'est un établissement public qui gère en outre des équipements au profit de ces entreprises.
Comme toutes les CCI, elle est placée sous la tutelle du préfet du département représentant le ministère chargé de l'industrie et le ministère chargé des PME, du Commerce et de l'Artisanat.

### Service aux entreprises
- Centre de formalités des entreprises
- Assistance technique au commerce
- Assistance technique à l'industrie
- Assistance technique aux entreprises de service
- Point A (apprentissage)

### Gestion d'équipements
- Aéroport de Morlaix Ploujean ;
- Port de Roscoff - Bloscon ;
- Criée de Roscoff ;
- Port de plaisance de Morlaix ;
- Centre de Ressources Techniques de Morlaix ;
- Château du Taureau - Baie de Morlaix ;
- La Manufacture des tabacs (Morlaix) ;
- L'hôtel d'entreprises de la Manu.

### Centres de formation
- Formapack, École supérieure des métiers du packaging ;

## Historique
La CCI de Morlaix a été la première CCI créée dans le Finistère, en 1833. Elle couvre le tiers nord-est du département, autour des villes de Morlaix, sur le littoral, et de Carhaix, à l’intérieur des terres.
- Président : Jean-Paul Chapalain

## Pour approfondir